# 康乃馨聖母
《康乃馨聖母》是達芬奇在1478-1480年間完成的一幅油畫，自1889年起展覽于慕尼黑的老繪畫陳列館中，但依舊是私人藏品。
畫作中心是聖母瑪麗和幼年的耶穌，聖母穿著華麗並飾有珠寶，左手持著一支康乃馨，除去聖母和聖子之外其他景色全部都是黑暗的。起初畫作被認為是韋羅基奧的作品，但後來轉而成為達芬奇畫作。

## 外部連結
- Leonardo da Vinci: anatomical drawings from the Royal Library, Windsor Castle （页面存档备份，存于）, exhibition catalog fully online as PDF from The Metropolitan Museum of Art, which contains material on Madonna of the Carnation (see index)

 维基共享资源上的相關多媒體資源：康乃馨聖母